# Gösta Olzon
Gustaf (Gösta) Olaus Olzon, född 5 februari 1886 i Valbo i Gävleborgs län, död 14 september 1949 i Högalids församling i Stockholm, var en svensk journalist, författare och översättare.

## Biografi
Olzon tog studentexamen i Gävle 1904, medarbetade i Stockholms Dagblad 1906-1915, var redaktör för Stockholms telegrambyrå 1915-1916, drev bokförlaget Svenska förlaget 1916-1918 , var medarbetare i Stockholms-Tidningen 1919, dess andreredaktör 1929-1931 och chefredaktör för Göteborgs Morgonpost 1933-1934.
Som översättare framträdde Olzon 1934 och producerade därefter åtskilliga översättningar från engelska och i mindre utsträckning från danska, norska, tyska och franska. Två av hans översättningar har tryckts i nya upplagor in i våra dagar, Jane Austens Stolthet och fördom och F. Scott Fitzgeralds Den store Gatsby (båda senast utgivna 2013).
Gösta Olzon var son till kapten Anders Olzon och Elin Fröling. Han var gift första gången 1909 med korrekturläsaren Gunhild Sjögren (1883–1915), andra gången 1917–1934 med Alice Nilsson (1890–1951) och tredje gången 1934 med Ingrid Tegnér (1908–2003), omgift Fröling, dotter till redaktören J.A. Tegnér och Hanna Hagberg. Han hade dottern Ingrid Ellstam (1910–1968) i första äktenskapet, samt dottern Birgitta Olzon (1934–2019) och sonen Staffan Olzon (född 1937) i tredje äktenskapet. Gösta Olzon är begravd på Norra begravningsplatsen utanför Stockholm.